# الدوري الإنجليزي لكرة القدم 2008–09
الدوري الإنجليزي لكرة القدم 2008–09 (بالإنجليزية: 2008–09 Football League)‏ هو موسم من دوري كرة القدم الإنجليزي. فاز فيه وولفرهامبتون واندررز.